# Claire Sermonne
Pour l'acteur français, voir Bruno Sermonne.
Claire Sermonne est une actrice française.

## Biographie
Claire Sermonne est une comédienne française d'origine russe. Son père Bruno Sermonne, grand homme de théâtre, lui a transmis très jeune l’amour des planches. Elle a ainsi étudié à l'école de théâtre de Moscou.

## Filmographie
- 2010 : Profilage : Sabrina (série télévisée, 1 épisode)
- 2015 : Monsieur Cauchemar
- 2016 : Inferno d'August Strindberg : Sylvia Strindberg
- 2016 : Outlander (série télévisée)
- 2018 : Il était une seconde fois : Nadège
- 2018 : Les Bonnes intentions de Gilles Legrand

## Théâtre
- 2019 : Bajazet de Jean Racine, mise en scène Frank Castorf,   MC93 Bobigny
- 2024 : Le Mage du Kremlin de Giuliano da Empoli, mise en scène Roland Auzet, La Scala (Paris)